# Pfarrkirche Roseldorf

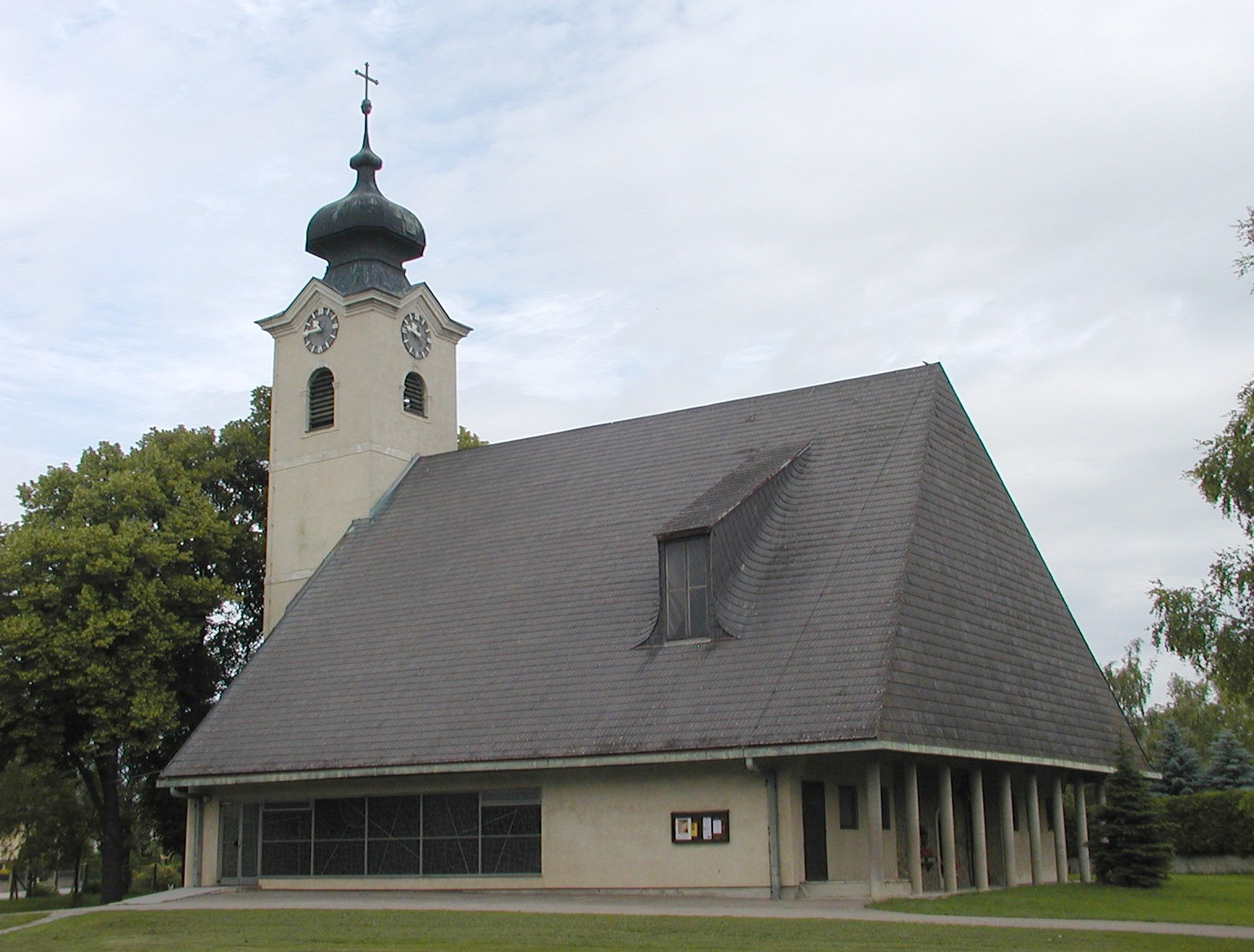
Pfarrkirche Roseldorf Ansicht von Süden

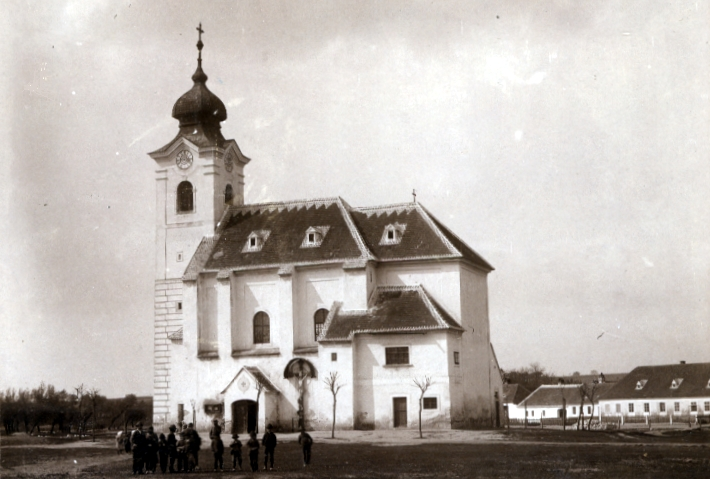
Barocke Vorgängerkirche, Ansicht um 1900

Die römisch-katholische Pfarrkirche Roseldorf steht im nordwestlichen Teil des Angers in der Ortschaft Roseldorf in der Marktgemeinde Sitzendorf an der Schmida in Niederösterreich. Die dem Patrozinium Mariä Geburt unterstellte Pfarrkirche gehört zum Dekanat Hollabrunn im Vikariat Unter dem Manhartsberg der Erzdiözese Wien. Das Kirchengebäude steht seit 2022 unter Denkmalschutz (Listeneintrag).

## Geschichte

### Pfarrgeschichte
Über den Zeitpunkt der Pfarrgründung ist nichts bekannt. Von 1269 bis zum Jahre 1564 war Roseldorf Filialkirche der Pfarre Gars-Eggenburg ehe sie eigenständige Pfarre unter landesfürstlichem Patronat wurde. In der Reformationszeit kam es zum totalen Niedergang der Pfarre, so wurde im Jahre 1638 der Pfarrhof als ganz ruiniert bezeichnet. Nach Abschluss der Gegenreformation war Roseldorf zwischen 1621 und 1677 mit der Pfarre Braunsdorf vereinigt.

### Baugeschichte
Im Jahre 1269 wurde erstmals eine Kirche in Roseldorf genannt, als von einem Kirchenneubau berichtet wird. Über den Vorgängerbau und die Umstände, die zu seiner Zerstörung geführt haben, ist nichts bekannt. Der Neubau muss im Jahre 1280 abgeschlossen gewesen sein, weil in diesem Jahr der Bischof von Passau um die Konsekration der Kirche gebeten wurde. Auch von diesem Bau ist nichts erhalten und es ist auch nicht bekannt, ob Erweiterungen stattgefunden haben oder ob ein Neubau erfolgt ist.
Nach dem Jahre 1677 kam es neuerlich zu einem Kirchenneubau, von dem nur einige barocke Bauteile erhalten sind. Das Langhaus wurde in den Jahren 1964 bis 1966 nach Plänen von Erwin Plevan neu erbaut und im Jahr der Fertigstellung geweiht.

## Baubeschreibung

### Außen
Der nördlich eingezogene viergeschoßige Turm mit Kordonbändern und Zwiebelhelm stammt noch vom Vorgängerbau aus der Zeit vor dem Jahre 1677. Er hat Rundbogenfenster im Schallgeschoß und Uhrengiebel. Den Zwiebelhelm bekrönt eine Turmkugel mit einem Kleeblattkreuz.
Das Langhaus hat ein weit hinuntergezogenes steil aufragendes Walmdach mit großen Dachgauben. Die Eisenkonstruktion des offenen Dachstuhles mit Holzverschalung ruht im Norden und Süden auf betongestützten Fensterwänden und im Osten auf einem Portikus. 

### Innen

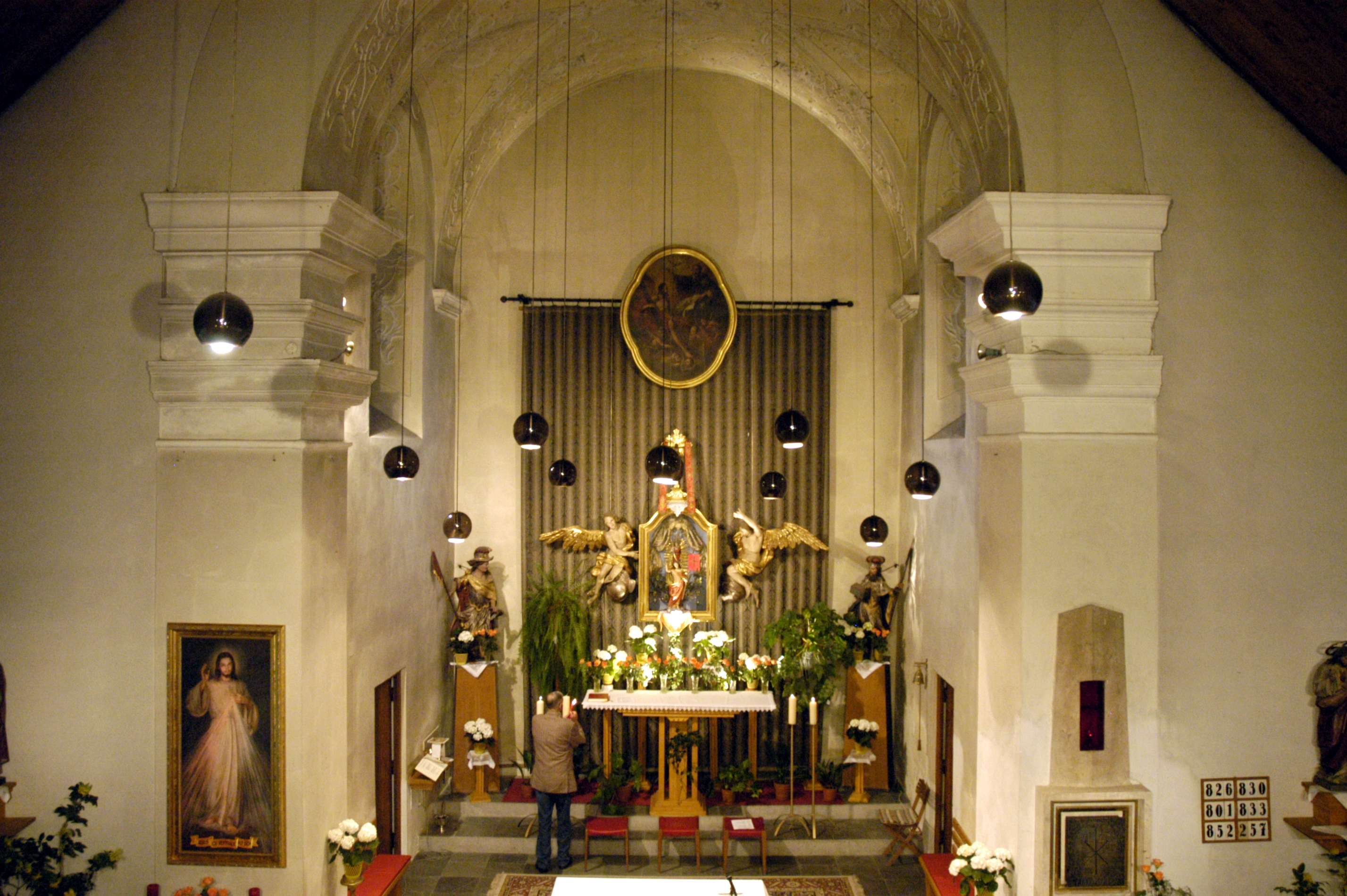
Einblick nach Osten

Vom Vorgängerbau aus der Zeit vor dem Jahre 1677 sind das quadratische kreuzgratgewölbte Chorjoch und der halbrunde Triumphbogen mit Bandlwerkstuck im Osten erhalten.
Links vom Triumphbogen ist der Zugang zu einer kleinen Nordkapelle mit einem Türgewände des Vorgängerbaues. In das barocke Mauerwerk des Triumphbogens ist im unteren Teil auf der rechten Seite der moderne Tabernakel integriert.
Die beiden Seitenwände des Langhauses sind als Fensterwände ausgeführt. Im Osten befindet sich die Empore mit Zugang direkt vom Langhaus aus.

## Ausstattung
Über dem Volksaltar hängt das Aufsatzbild des ehemaligen Hochaltares mit dem Motiv der Heiligen Dreifaltigkeit aus der Zeit um 1700. Darunter befindet sich ein Glasschrein mit der Gnadenfigur „Maria Tasch“ aus dem 19. Jahrhundert. Der Schrein wird von zwei Engelsfiguren auf Wolkenbänken flankiert, die vom ehemaligen Hochaltar stammen. Neben dem Volksaltar stehen barocke Statuen der Heiligen Florian und Leopold aus dem Ende des 17. Jahrhunderts.

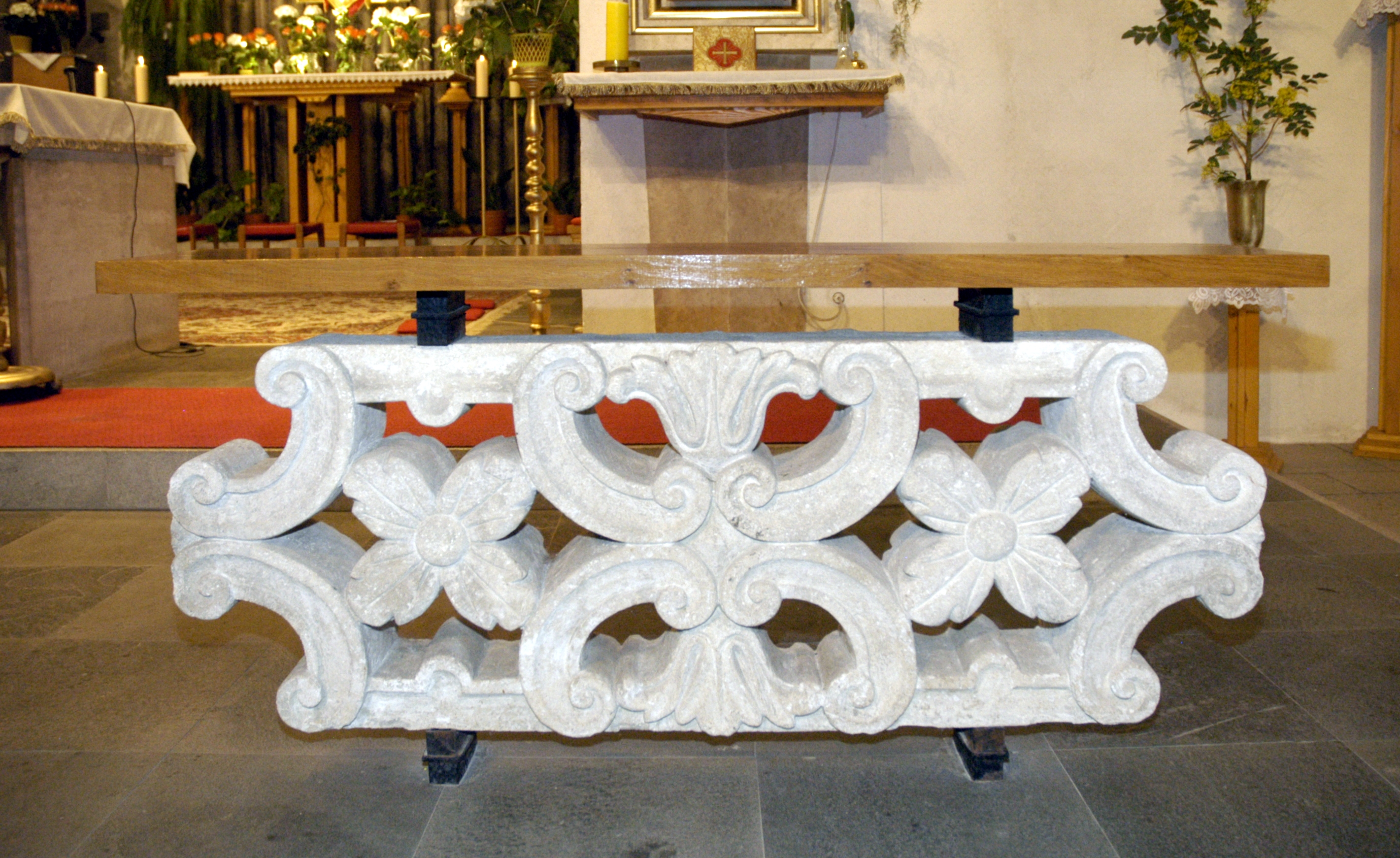
Teil der barocken Kommunionbank

Vor dem in das Mauerwerk des Triumphbogens auf der rechten Seite eingelassenen Tabernakel befindet sich ein Teil der barocken Kommunionbank aus Sandstein. Rechts daneben steht ein gebuckeltes  barockes Taufbecken aus dem Ende des 17. Jahrhunderts.
Die übrige Ausstattung und die Glasmalerei der Fensterwände von Franz Deéd stammen aus der Bauzeit des Langhauses. 

### Orgel
Die Firma Rieger Orgelbau hat das Instrument im Jahre 1915 für die Kapelle des Wiener Rudolfspitales gefertigt. Im Jahre 1967 erfolgte die Transferierung nach Roseldorf, wo die Orgel am 25. Juni in der Pfarrkirche aufgestellt wurde. Die Orgel auf der Westempore steht erhöht auf einer Bühne. Das Untergehäuse nimmt die ganze Breite des Instruments ein und wird durch Leisten in vier Felder gegliedert, die nach oben von einem durchlaufenden Gesimskranz abgeschlossen werden. Der obere Teil des breit angelegten Prospekts wird von drei Pfeifenfeldern beherrscht, die durch einen rahmenden Akanthuskranz verbunden werden. Im großen Mittelfeld stehen 23, in den beiden flankierenden Außenfeldern je elf Pfeifen. Das Gehäuse wird durch geschwungene Gesimse und Gesimsschnecken im Stil des Rokoko sowie einem kleinen Strahlenkreuz in der Mitte bekrönt. Die Orgel verfügt über 20 Register, verteilt auf zwei Manuale und Pedal, mit folgender Disposition:
| I Manual C–g3  |     |
| Bourdon        | 16′ |
| Principal      | 8′  |
| Gamba          | 8′  |
| Gedeckt        | 8′  |
| Octave         | 4′  |
| Viola          | 4′  |
| Flûte traverse | 4′  |
| Superoctave    | 2′  |
| Mixtur IV      |     |

| II Manual C–g3   |     |
| Quintatön        | 16′ |
| Salicional       | 8′  |
| Aeoline          | 8′  |
| Vox coelestis    | 8′  |
| Rohrflöte        | 8′  |
| Dolce            | 4′  |
| Flûte octaviante | 4′  |
| Rauschquinte II  |     |

| Pedal C–f1 |     |
| Subbass    | 16′ |
| Echobass   | 16′ |
| Cello      | 8′  |

- Koppeln:
  - Normalkoppeln: II/I, I/II, I/P, P/I, II/P
  - Superoktavkoppeln: Sub II/I
  - Suboktavkoppeln: Super II/I, Super II/II, Super I/P, Super II/P
- Spielhilfen: Feste Kombinationen (p, mf, f, Tutti, Auslöser), Freie Kombination, Principalchor, Gambenchor, Flötenchor, Auslöser

### Glocken
Die Glocke aus dem Jahre 1783 stammt von Johann Georg Fielgrader aus Wien.
Auf dem Kirchturm hängen ebenfalls noch zwei Glocken von Josef Pfundner und eine kleine Stahlglocke.